# Aedeomyia catasticta
Aedeomyia catasticta is een muggensoort uit de familie van de steekmuggen (Culicidae). De wetenschappelijke naam van de soort werd voor het eerst geldig gepubliceerd in 1909 door Frederick Knab.